# Andreaea megistospora
Andreaea megistospora är en bladmossart som beskrevs av B. M. Murray 1987. Andreaea megistospora ingår i släktet sotmossor, och familjen Andreaeaceae. Inga underarter finns listade i Catalogue of Life.